# Experiência de Hershey–Chase

Visão esquemática do fago T4

Em 1952 Alfred Hershey e Martha Chase realizaram uma série de experiências para confirmar a composição da base do material genético, os genes. Por meio de estudos e análises, foi possível concluir que o  ADN, ácido desoxirribonucleico, DNA, era a verdadeira composição do material genético (e não as proteínas). Essa sequência de estudos e experimentos foram denominadas como experiência de Hershey-Chase, as quais foram realizadas no Carnegie Institute of Washington em Cold Spring Harbor, na cidade de Nova York. Os estudos realizados previamente no instituto Rockefeller, em 1935, por Oswald Avery, já contemplavam e evidenciavam o papel do DNA no material hereditário, a partir de experimentos genéticos em bactérias. Isso porque, a existência do ADN já era conhecida desde 1869, e naquela época supunha-se que eram as proteínas que carregavam a informação que determinava a hereditariedade. Em 1944 mediante a experiência de Avery-MacLeod-McCarty teve-se pela primeira vez um indício do papel que desempenha o ADN. Entretanto, na época dos estudos de Avery, a corrente científica não conhecia a complexidade da molécula de DNA e não aceitava a sua participação nos processos de  hereditariedade e diversidade das espécies. Foi então que em 1952, os experimentos de Hershey e Chase foram fundamentais para concretizar as evidências uma vez já elucidadas por Avery e seus associados e afirmar o papel central do DNA como verdadeiro material genético. 

## Método experimental

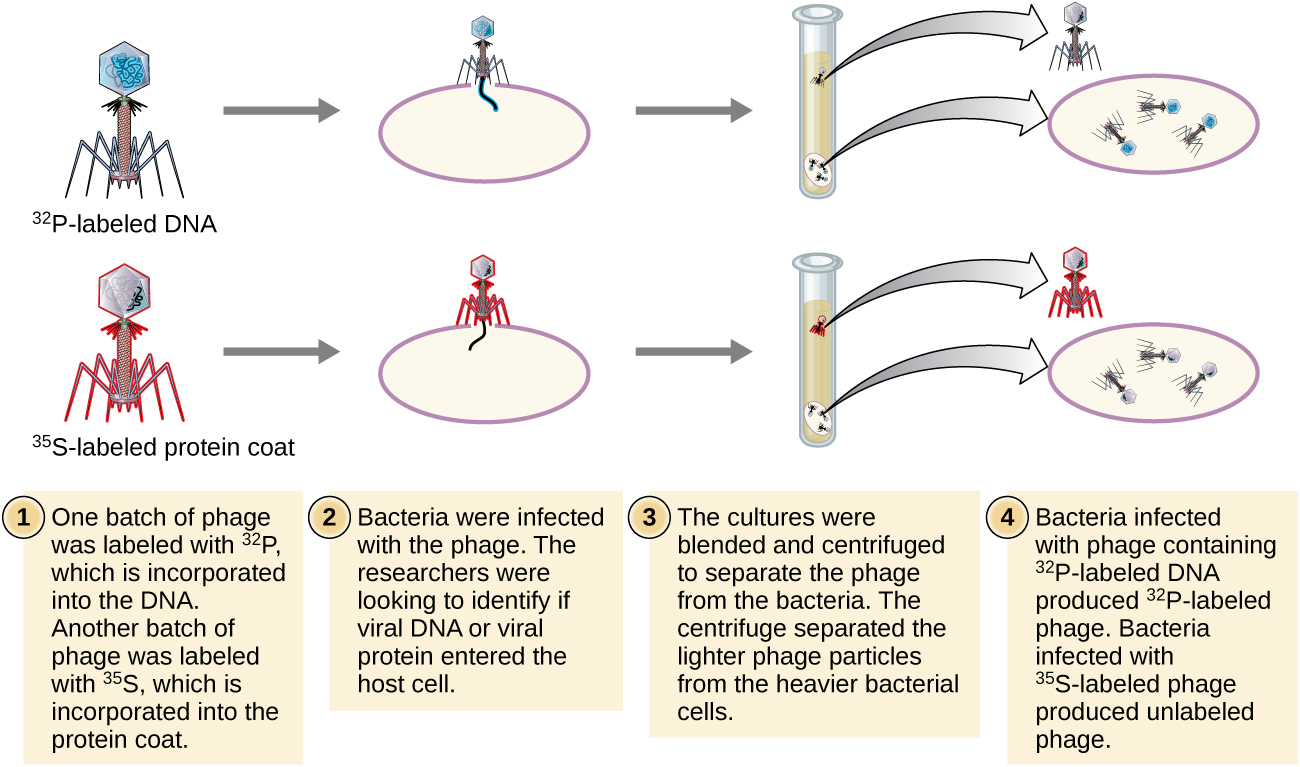
Processo de rotulagem por radioisótopos: Fósforo-32 e Enxofre-35.

Hershey e Chase fizeram o uso do fago T2, um vírus cuja estrutura havia sido recentemente investigada mediante microscópio electrónico e utilizado para infectar bactérias, para realizar os seus experimentos. O experimento consistia em descobrir o tipo molecular do material que seria injetado pelo fago em um modelo bacteriano hospedeiro. E para isso, eles partiram do princípio de infecção viral, em que o fago infectante iria injetar na bactéria uma especificidade de material e informações que seriam responsáveis por mediar a produção de novas partículas virais. O fago consiste unicamente em uma cobertura proteica ou cápside que contém o seu material genético, a maior parte da estrutura é proteica e o DNA fica no interior da bainha proteica da sua parte superior. Esse vírus, também chamado de bacteriófago, infecta a bactéria quando adere à sua membrana externa, e nesse momento uma parte do fago adentra a bactéria hospedeira e se replica celularmente, espalhando o conteúdo viral e podendo levar a lise, ou seja, a quebra, inativando funcionalmente e morfologicamente a célula hospedeira, no caso, a bactéria.  Como consequência, o sistema genético da bactéria reproduz o vírus. E para observar isso, eles usaram uma técnica de rotulagem a partir da utilização de radioisótopos, de uma maneira em que eles pudessem diferenciar e seguir os diferentes materiais durante a infecção da bactéria. 
Numa primeira experiência, marcaram o ADN dos fagos com o isótopo radioactivo fósforo-32 (P-32). Deixaram que os fagos da cultura bacteriana infectassem as bactérias Escherichia coli e posteriormente retiraram as coberturas proteicas das células infectadas mediante centrifugação. Descobriram que o indicador radioactivo era visível somente nas células bacterianas e não nas coberturas proteicas.
Numa segunda experiência, marcaram os fagos com o isótopo enxofre-35 (S-35). Os aminoácidos cisteína e metionina contêm enxofre, diferentemente do ADN. Depois da separação, descobriu-se que o indicador estava presente nas coberturas proteicas, mas não nas bactérias infectadas. Com isto confirmou-se que é o material genético o que infecta as bactérias.
A escolha dos isótopos radioativos é crucial, uma vez que o fósforo não é observado nos aminoácidos, e consequentemente nas proteínas, entretanto, mas é parte considerável do DNA. Por outro lado, o enxofre está presente nas proteínas, a partir das ligações dissulfeto, por exemplo, mas nunca no DNA.
Após o tempo de infecção, eles fragmentaram as partes vazias dos fagos, acopladas na membrana externa das bactérias, denominadas como fantasmas, por meio da agitação, utilizando-se um liquidificador. Após isso, eles utilizaram do método de separação por centrifugação, para separar as células bacterianas dos fagos fantasmas. E por fim, foram medidas a radioatividade nas duas porções. 

## Resultados
Hershey e Chase descobriram que o S-35 fica fora da célula enquanto que o P-32 era encontrado no interior, indicando que o ADN era o suporte físico do material hereditário. Isso porque ao observar o P-32, constatou-se que a maior parte da radioatividade estava dentro da célula bacteriana, na Escherichia coli , o que indica a presença de material genético do fago no interior da célula. E ao analisar, o S-35, observou-se que a maior parte da radioatividade estava nos fagos fantasmas, o que demostra que  a parte proteica não adentra o interior celular bacteriano.  Com essa análise foi constato de forma concreta, que o DNA é o verdadeiro material genético. As proteínas possuíam auxílio e participação ativa na composição estrutural dos fagos, mas que eram eliminados no momento de injeção do DNA viral na bactéria hospedeira.  

## Nobel para Hershey
Em 1969, Hershey foi distinguido com o Nobel de Fisiologia ou Medicina.